# Patria Unita
Patria Unita  (in armeno Միասնական Հայրենիք) è un partito politico della repubblica di Artsakh (denominata fino al 2017 repubblica del Nagorno Karabakh).
Alle prime elezioni alle quali ha partecipato, a pochi mesi dalla sua fondazione per opera di Samvel Babayan, eroe nella prima guerra del Nagorno Karabakh ed ex ministro della Difesa dal 1995 al 1999, ha ottenuto un brillante risultato posizionandosi al secondo posto e guadagnando 9 seggi in Assemblea nazionale.

## Risultati elettorali
| Elezione          | Voti   | %    | Seggi  |
| ----------------- | ------ | ---- | ------ |
| Parlamentari 2020 | 17.365 | 23,6 | 9 / 33 |